# Biblioteca Nacional de Aeronáutica
La Biblioteca Nacional de Aeronáutica es una biblioteca militar de la Fuerza Aérea Argentina con asiento en Retiro, Ciudad Autónoma de Buenos Aires, y bajo la órbita de la Red de Bibliotecas de las Fuerzas Armadas del Ministerio de Defensa.

## Reseña
Creada por decreto 22097/27 del 5 de septiembre de 1927 bajo gestión de Marcelo Torcuato de Alvear para concentrar el patrimonio histórico de la Aeronáutica Argentina en gestación.
En 1945 al crearse la Fuerza Aérea Argentina, la Biblioteca pasó a la órbita del Círculo de la Fuerza Aérea desde entonces tuvo sede en Capital Federal.
En la Biblioteca se hallan material acerca de la Aviación en las guerras mundiales, en Malvinas y el golfo Pérsico, con más de 100 000 volúmenes, videoteca y hemeroteca.